# Рюттенен
Рюттенен (нім. Rüttenen) — громада  в Швейцарії в кантоні Золотурн, округ Леберн.

## Географія
Громада розташована на відстані близько 32 км на північ від Берна, 3 км на північ від Золотурна.
Рюттенен має площу 8,8 км², з яких на 7,8% дозволяється будівництво (житлове та будівництво доріг), 22,2% використовуються в сільськогосподарських цілях, 68,6% зайнято лісами, 1,4% не є продуктивними (річки, льодовики або гори).

## Демографія
2019 року в громаді мешкало 1465 осіб (+1,2% порівняно з 2010 роком), іноземців було 6,9%. Густота населення становила 167 осіб/км².
За віковим діапазоном населення розподілялося таким чином: 18,6% — особи молодші 20 років, 57,1% — особи у віці 20—64 років, 24,4% — особи у віці 65 років та старші. Було 669 помешкань (у середньому 2,2 особи в помешканні).
Із загальної кількості 342 працюючих 24 було зайнятих в первинному секторі, 71 — в обробній промисловості, 247 — в галузі послуг.